# 경인방송 경기뉴스
《경인방송 경기뉴스》는 경인방송에서 매일 저녁 6시에 방송되었던 경기지역 뉴스 프로그램이다.

## 앵커
- 경인방송 아나운서